# Jean-Baptiste Vaquette de Gribeauval
Jean-Baptiste Vaquette de Gribeauval (ur. 15 września 1715 w Amiens, zm. 9 maja 1789 w Paryżu) – generał i inżynier francuski, inspektor i reformator artylerii.
Stworzył nowy system produkcji armat, który pozwalał na zastosowanie lżejszych dział bez konieczności zmniejszania zasięgu ich strzału. System Gribeauvala zastąpił dotychczas używany system de Vallière’a. Armaty te okazały się niezbędne w późniejszych zwycięstwach sił zbrojnych Francji podczas wojen napoleońskich. Gribeauval jest uważany za najwcześniejszego znanego zwolennika części zamiennych do broni. Przyczynił się zatem do późniejszego rozpowszechnienia i rozwoju produkcji części zamiennych, między innymi w Stanach Zjednoczonych.

## Życiorys
Jean-Baptiste urodził się w Amiens, był synem prawnika z klasy średniej. W 1732 wstąpił do szkoły artylerii w La Fère, gdzie uczył go Bernard Forest de Belidor. Po jej ukończeniu w 1735 został oficerem Corps-Royal del’Artillerie, będącym odpowiednikiem Inspektoratu Artylerii, nadzorującego stan artylerii i szkół artyleryjskich, arsenałów, ludwisarni i producentów wyposażenia. W 1743 wziął udział w bitwie pod Dettingen, a następnie w latach 1744–1747 w licznych oblężeniach miast prowadzonych przez Maurycego Saskiego podczas kampanii w Niderlandach. Przez prawie dwadzieścia lat pochłaniały go obowiązki oficerskie i praca naukowa, w 1752 roku został kapitanem kompanii minerskiej. W 1755 znalazł się na misji wojskowej w Prusach.
W 1757 podczas wojny siedmioletniej (będąc już podpułkownikiem), służył w armii austriackiej, założył też austriacki korpus saperów. Brał udział w oblężeniu Kłodzka w 1760 i obronie Świdnicy w 1762, gdzie dostał się do niewoli pruskiej i został uwięziony w Królewcu. W Świdnicy również mistrz ciesielski Reiter zapoznał się z projektem armaty Gribeauvala z 1748 roku, przetestował ją i ulepszył system jezdny. Gribeauvala zwolniono w kwietniu 1763 po pokoju w Hubertusburgu.
W 1762 Gribeauval przekazał władzom paryskim informacje o austriackim systemie artyleryjskim i porównał go z istniejącym systemem francuskich dział de Vallière’a. Podczas pracy w armii austriackiej pracował także nad dalszym rozwojem minerstwa.
Cesarzowa Maria Teresa Habsburg w uznaniu jego dotychczasowych zasług uhonorowała go stopniem feldmarschalleutnanta i Krzyżem Wielkim Orderu Marii Teresy. Po powrocie do Francji został mianowany inspektorem artylerii, a w 1765 generałem porucznikiem i komandorem Orderu Świętego Ludwika.

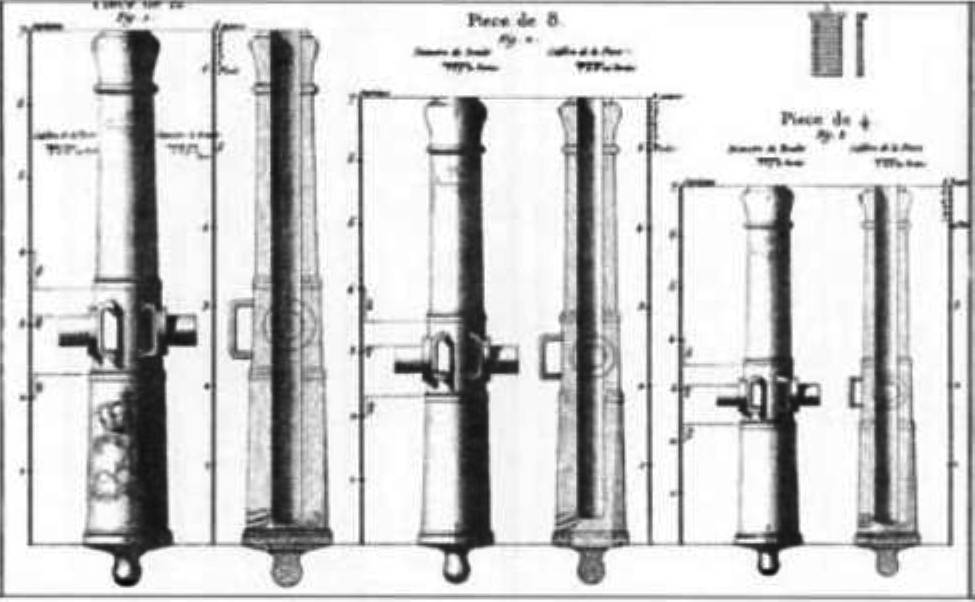
Część systemu Gribeauvala: armaty cztero-, ośmio- i dwunastofuntowe

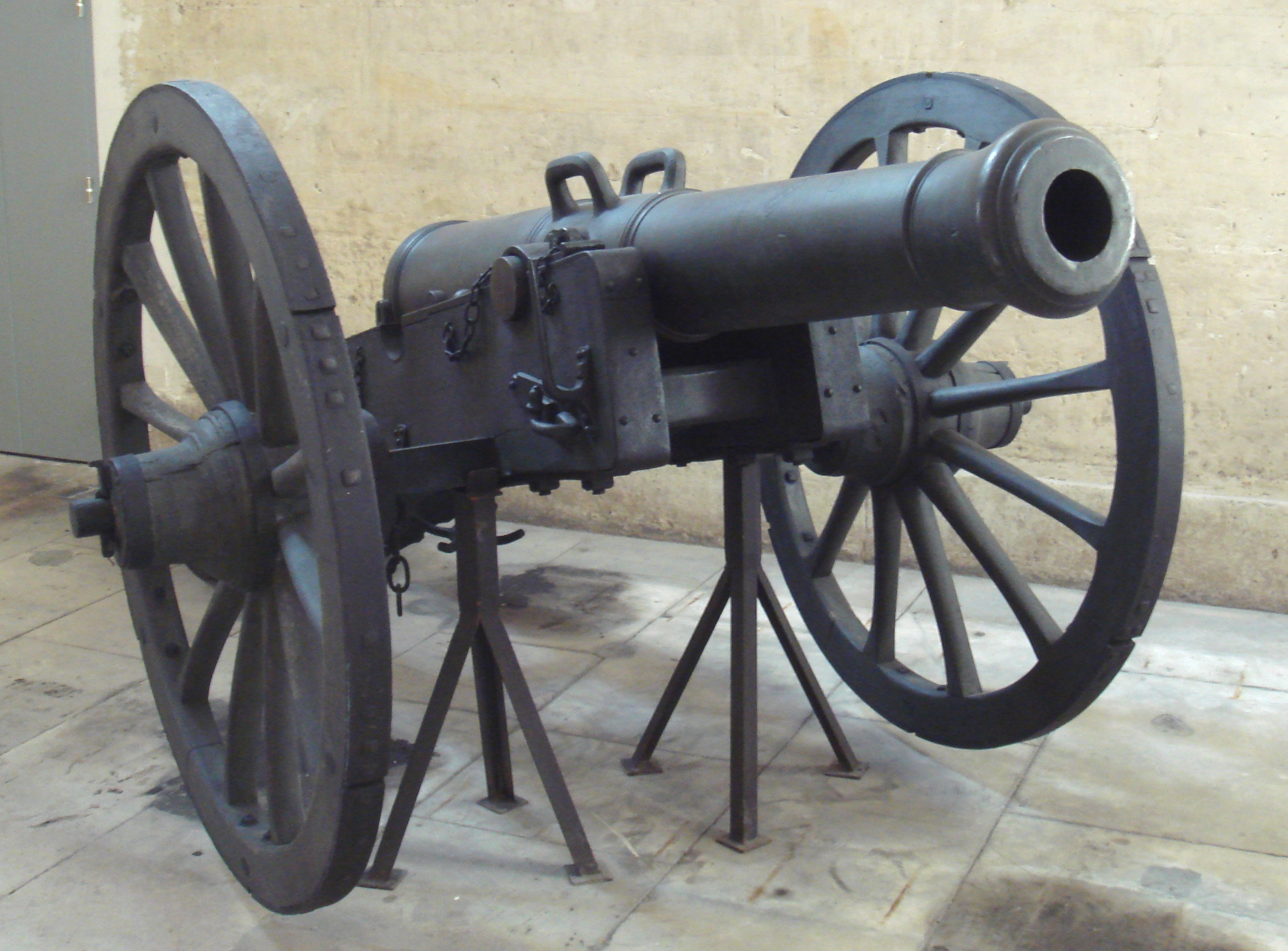
Armata dwunastofuntowa z czasów Republiki